# Forget me not – Vergessen ist tödlich
Forget me not – Vergessen ist tödlich (Forget me not) ist ein US-amerikanischer Supernatural-Horrorfilm aus dem Jahr 2009. Der Film wurde am 24. August 2009 in den USA uraufgeführt und kam dort nur in begrenztem Umfang in die Kinos. Englischsprachige Alternativtitel sind Paranormal Conjuring und Revenge of the College Ghost. Im deutschsprachigen Raum wurde er Direct-to-Video veröffentlicht.

## Handlung
Ein weinendes kleines Mädchen rennt durch einen Friedhof. Sie schafft es zu ihrem Haus und ihre Eltern fragen sie, was los ist. Sie antwortet: „Ich erinnere mich nicht.“
Jahre später besuchen Sandy Channing und ihr Bruder Eli als Studenten eine Party im Haus ihres Freundes TJ. Als sie auf den Friedhof gehen, um ein Spiel zu spielen, gesellt sich ein neues Mädchen in ihrem Alter zu ihnen. Sie spielen eine Geisterversion von Fangen und das neue Mädchen gewinnt. Das Mädchen fragt Sandy, ob sie sich an sie erinnert. Sandy tut es nicht und die Mädchen sagen: „Das wirst du“, bevor sie von einer Klippe springen. Die Polizei kann keine Leiche finden.
Eine Rückblende zeigt eine junge Sandy und ein anderes junges Mädchen, die tagsüber auf dem Friedhof das Geisterspiel spielen. Als sie sitzen und reden, erklärt das Mädchen Sandy, dass die Blume in ihrem Haar ein Vergissmeinnicht ist, das auf Gräbern angebracht wird, damit die Menschen an die Toten erinnern. Sandy sagt, sie kenne keine Toten, und das Mädchen antwortet: „Ja, das weiß ich“. Die beiden bezeichnen sich selbst als „beste Freunde für immer“.
In der Gegenwart haben Layla und Chad Sex in Chads Auto, woraufhin Chad Layla sagt, dass er Schluss machen möchte. Layla wirft ihre Halskette mit seinem Klassenring in den See. Chad fährt los und Layla taucht, um sich die Halskette zurückzuholen. Sie sieht ein mysteriöses Mädchen im Wasser, das sie ertränkt. Es stellt sich heraus, dass das Mädchen eine dämonische Inkarnation des Mädchens ist, das von der Klippe gesprungen ist. Chad kommt bei Sandy und Eli an und als Sandy Layla erwähnt, weiß Chad nicht, wen sie meint.
Die Gruppe wartet auf die Ankunft von TJ, damit sie einen Strandausflug machen können. TJ kauft einen Verlobungsring für seine Freundin Lex. Anschließend wird er von der inzwischen dämonischen Layla getötet. Als Sandy gegenüber ihrem Freund Jake (Lex‘ Bruder) TJ erwähnt, weiß keiner aus der Gruppe, wen sie meint.
Chad wird als Nächstes getötet, als die Geisterfreunde sein Auto explodieren lassen. Sandy schreit Eli an, anzuhalten, als sie Chads Auto sieht. Allerdings erinnert sich nur Sandy daran, wer Chad ist. Sandy fährt zu TJs Haus, das eine leerstehende Ruine ist. Als Sandy mit Jake und Eli das Haus betritt, geraten Lex und Hannah im Auto in einen Streit. Sandy beginnt sich an das Mädchen vom Friedhof und den Namen Angela als ihre Freundin aus Kindertagen zu erinnern. Lex wird von der wachsenden Schar von Geisterfreunden getötet. Die anderen drei halten Sandy für verrückt, da sich keiner von ihnen an Lex erinnert.
Sandy und die anderen gehen zur Polizeistation, wo sie erfahren, dass das mysteriöse Mädchen Angela Smith heißt und jetzt in einem Kloster lebt. In einem Hotel gehen Hannah und Eli an den Pool und haben Sex, woraufhin Hannah von den Geisterfreunden getötet wird.
Im Kloster entdecken Sandy und Jake, dass Angela im Koma liegt. Jake wird getötet und Eli erinnert sich nicht an ihn. Er erkennt, dass sie aus der Zeit gelöscht werden, genau wie der Reim, den sie singen, bevor sie das Friedhofsspiel spielen. Sandys Eltern glauben, sie sei depressiv geworden und weisen sie in ein Krankenhaus ein. Eli wird von den Geistern seiner Freunde getötet und als Sandy nach Eli fragt, kennen ihn ihre Eltern nicht.
Sandy träumt von einer Zeit, in der sie und ihre Freunde Angela einen gruseligen Streich spielten, die vor dem Kloster einen Anfall erlitt, nachdem sie ihren Kopf gegen die Tür gestoßen hatte. Schwester Dolores kommt aus dem Kloster und schreit: „Wer hat das getan?“. Es stellt sich heraus, dass das kleine Mädchen zu Beginn des Films die junge Sandy ist und das ältere Mädchen Angela, die von der Klippe gesprungen ist. Sandy erwacht und erinnert sich an den Reim „Töte den Geist oder besiege dein Schicksal“, geht in Angelas Zimmer und schaltet ihre Lebenserhaltung ab. Angela setzt sich auf und die Geisterfreunde jagen Sandy auf das Dach. Die Kinderversion von Angela erscheint, gibt Sandy ein paar Vergissmeinnicht und zeigt dann einen dämonischen Gesichtsausdruck, als sie sagt: „Beste Freunde für immer, richtig, Sandy?“ Sandy fällt vom Dach.
Die erwachsene Angela erwacht „auf wundersame Weise“ aus ihrem Koma, während Sandy nun selbst im Koma liegt.

## Produktion
Die Spezialeffekte für den Film wurden von Roy Knyrim von SOTA FX erstellt.

## Veröffentlichung
Forget Me Not wurde am 22. Oktober 2009 auf dem Screamfest uraufgeführt. Phase 4 Films veröffentlichte den Film als Video-on-Demand am 3. Mai 2011, Auf DVD erschien der Film in Deutschland am 24. Februar 2011, im englischen Sprachraum am 24. Mai 2011.

## Rezeption
Mit einer limitierten Kinoveröffentlichung spielte Forget Me Not bei einem Budget von 1,3 Millionen US-Dollar an der Kinokasse 13.465 US-Dollar ein.
Robert Bell von Exclaim! schrieb: „Es ist langweilig, beleidigend und kann nicht einmal oberflächlich unterhalten.“ Justin Felix von DVD Talk bewertete es mit 3/5 Sternen und nannte es „eine überraschend originelle Interpretation eines Standard-Slasher-Films und rachsüchtiger Geister-Tropes.“